# Czołpino (Pomerania)
Czołpino [pronunciación en polaco: /t͡ʂɔu̯ˈpinɔ/] (alemán: Scholpin) es un pueblo en el distrito administrativo de Gmina Smołdzino, dentro del Distrito de Słupsk, Voivodato de Pomerania, en el norte de Polonia. Se encuentra aproximadamente 6 kilómetrose de Smołdzino, 31 kilómetros al noreste de Słupsk, y 98 kilómetros al noroeste de la capital regional, Gdańsk. Está dentro del Parque nacional de Słowiński.
Hasta 1648 el área era parte de Ducado de Pomerania, entre 1648-1945 Prusia y luego Alemania. Para la historia de la región, véase Historia de Pomerania.